# Iberospinus natarioi
Iberospinus natarioi es la única especie conocida del género extinto Iberospinus ( "espina de Iberia") de dinosaurio terópodo espinosáurido, que vivió a principios del período Cretácico, entre 129 a 125 millones de años, durante el Barremiense, de lo que es hoy Europa. Sus restos se encontraron en rocas del Cretácico Inferior de la Formación Papo Seco de Portugal. Este género incluye solo a una especie, I. natarioi, conocido a partir de varios huesos diferentes que pertenecieron a un solo individuo. Iberospinus es uno de los cinco taxones de espinosáuridos conocidos de la península ibérica, junto con Protathlitis, Riojavenatrix, Vallibonavenatrix y Camarillasaurus. Esto es importante por sus implicaciones para el origen geográfico de la familia Spinosauridae y la presencia sugerida de un estilo de vida semiacuático tempranamente en la evolución de este clado.

## Descripción

Tomografía axial computarizada del dentario del holotipo, mostrando los dientes (en azul), los dientes de reemplazo (en verde y rosado), y el sistema neurovascular (amarillo)

El dentario (mandíbula) de Iberospinus muestra un intrincado sistema neurovascular que habría conectado a los dientes y a los forámenes externos. Una serie de dientes de reemplazo se preservaron también en el dentario. Las características de los huesos, especialmente los de la cola y la falange ungual del pie, indican un posible estilo de vida semiacuático, aunque no se observan las adaptaciones extremas conocidas en algunos de los espinosaurinos.

## Descubrimiento e investigación

Reconstrucción en vida de Iberospinus con una imagen digitalizada en 3 dimensiones de algunos de los huesos recuperados, así como la reconstrucción de la musculatura.

El primer material fósil fue descubierto en 1999, con expediciones adicionales realizadas entre 2004 a 2008. Tras haber sido descrito como un espécimen de Baryonyx en 2011, se determinó que era una especie distinta en 2019. Se descubrió material adicional en una expedición en junio de 2020, tras lo cual se realizó la descripción de Iberospinus natarioi como un nuevo género y especie en 2022 por Octávio Mateus y Darío Estraviz-López. Iberospinus es conocido a partir de fragmentos del dentario, dientes, una escápula derecha incompleta, vértebras parciales dorsales y caudales, fragmentos de costillas, un pubis parcial, dos calcáneos incompletos, y una falange ungual del pie. Todo el material pertenece a un solo individuo. El material del holotipo representa uno de los más completos especímenes de espinosáuridos en el mundo.
También se establecieron una serie de autapomorfias para distinguir a este taxón que se mencionan a continuación: el hueso dentario contiene un solo foramen dentro del surco de Meckel y tiene un borde ventral recto en lugar de estar curvado como en muchos otros espinosáuridos, presencia de láminas en la depresión pleurocélica de las vértebras caudales mediodistales, un reborde recto anterior en la escápula sin un acromion sobresaliente y el contacto coracoidal que ocupa la superficie ventral en su totalidad, un reborde púbico que es grueso a lo largo de la longitud entera del eje del pubis, y la presencia de una protuberancia en forma de montículo en la zona proximal lateral del pubis. El nombre del género, "Iberospinus" se deriva de Iberia, el nombre romano para la península ibérica, junto con el término en latín "spinus," que significa espina, debido a las alargadas espinas de las vértebras que son comunes entre los espinosáuridos. El nombre de la especie, "natarioi es en honor de Carlos Natário, el descubridor del holotipo.

## Clasificación
Se determinó que Iberospinus está situado dentro de la familia Spinosauridae, aunque por fuera de las subfamilias Baryonychinae y Spinosaurinae. No obstante, Mateus y Estraviz-López en 2022 explicaron que el material fósil muestra algunas características de los barioniquínos, lo que sugiere una relación más cercana con ese grupo.

### Fliogenia
A continuación se presenta un cladograma de acuerdo con su análisis.

|  | Suchomimus |
|  |            |
|  | Baryonyx   |
|  |            |

|  | Spinosaurus    |
|  |                |
|  | Ichthyovenator |
|  |                |
|  | Irritator      |
|  |                |

|  | Suchomimus |
|  |            |
|  | Baryonyx   |
|  |            |

|  | Spinosaurus    |
|  |                |
|  | Ichthyovenator |
|  |                |
|  | Irritator      |
|  |                |

|  | Suchomimus |
|  |            |
|  | Baryonyx   |
|  |            |

|  | Spinosaurus    |
|  |                |
|  | Ichthyovenator |
|  |                |
|  | Irritator      |
|  |                |

|  | Suchomimus |
|  |            |
|  | Baryonyx   |
|  |            |

|  | Spinosaurus    |
|  |                |
|  | Ichthyovenator |
|  |                |
|  | Irritator      |
|  |                |